# Черносотенец (газета)
«Черносотенец» — еженедельная газета в городе Казани Казанской губернии Российской Империи. Издавалась  в 1906-1907 годах на русском языке.

## История
Издавалась с ноября 1906 г. по март 1907 г. в Казани (в типо-литографии И. С. Перова). Первоначально (№ 1 и 2) издателем являлся председатель совета «Казанского Царско-народного русского общества» и совета казанского губернского отдела «Союза русского народа», профессор императорского Казанского университета В. Ф. Залеский, а редактором — член совета казанского отдела «Русского собрания» книготорговец из крестьян П. К. Кувшинов; с № 3 В. Ф. Залеский совместил обе должности. Предназначалась для горожан (выходила параллельно с издававшейся теми же лицами для сельских жителей газетой «Сошники»).

## Содержание и авторы
Придерживалась консервативной направленности, пропагандировала взгляды казанских правомонархических организаций по общественно-политическим, аграрному, национальному и другим вопросам, носила агитационно-предвыборный характер. Большинство материалов принадлежало перу профессора В. Ф. Залеского: «Что такое „чёрная сотня“», «Впечатления 3-го Всероссийского съезда русских людей в Киеве 1 — 8 октября 1906 года», «Парламентаризм и его оценка на Западе», «Об участии чиновников в политических партиях» (за подписью «В. З.»), «Что такое право с японской точки зрения», «Открытое письмо Василию Александровичу Карякину», «Что означает победа октябристов для Казани» и др.
Среди других авторов выделялись известные казанские черносотенцы: юрист С. А. Соколовский («К еврейскому вопросу», «Повествование о деяниях мужа, иже клятву даде…»), учёный-почвовед Р. В. Ризположенский («Казань, 14 января») и Ф. С. Гребеньщиков («О. протоиерею Смирнову маленькое открытое письмо»). В газете публиковались: редакторские статьи с призывами голосовать на выборах во II Государственную Думу за представителей черносотенных организаций, агитационно-пропагандистские материалы и выступления, стихи монархического содержания (в том числе Л. А. Кологривовой), отчёты о собраниях местных правомонархических организаций, об открытии отделов, обращения и полемические комментарии к политическим заявлениям казанских кадетов и октябристов, предвыборные объявления. В № 3 от 14 декабря 1906 г. была помещена «Речь перед молебном в Казанском Русском Собрании» архимандрита Андрея (Ухтомского).
В «Черносотенце» были помещены «Список выборщиков в Государственную Думу от Русских Людей» и «Отчёт о третьем Всероссийском съезде Русских людей в Киеве», которые имеют большое значение в плане изучения местного и общероссийского правомонархического (черносотенного) движения.

## Причины прекращения издания
Газета задумывалась в качестве дешёвого и, в связи с этим, доступного для представителей городских «низов» повременного издания с годовой подписной ценой 1 рубль 50 копеек. Однако в силу ограниченных финансовых возможностей её редактора-издателя В. Ф. Залеского сразу после выборов во II Государственную Думу издание газеты было прекращено.